# Víctor Roverano
Víctor Ernesto Roverano (Barracas, Buenos Aires, 26 de octubre de 1903 - Quilmes, Buenos Aires, 6 de septiembre de 1992) en 1910 la familia se traslada a la ciudad de Quilmes y en 1920 expone por primera vez en el foyer del Cine teatro Colon y si bien fue autodidacta llegó a ser el mejor retratista de Quilmes.
En 1927 obtiene el Primer Premio Estímulo Salón Nacional, en 1931 el retrato “Cholito” fue premiado en el Salón Nacional y en 1945 participó con el óleo "Figura" en el V Salón de Pintura, Escultura, Dibujo y Grabado realizado por la Agrupación de Artistas Plásticos Kilme (desarrollada entre los días 18 al 25 de noviembre de 1945 en la Asociación Española).
Viaja a Europa entre 1932 y 1937. Decora y restaura la iglesia de San Roque en Génova y le ofrecen decorar la Iglesia de la Santa Cruz en Moneglia, Italia.
En 1939 es adquirido en el Salón Nacional de Buenos Aires con destino al Museo Nacional de Bellas Artes la obra “Estudio”.
En 1967 es designado Director del Museo Municipal de Artes Visuales de Quilmes, cargo que ejerce con dedicación hasta su renuncia en 1973.

## La Casona
Víctor Roverano se casó con Carmen África Martínez Pirlot e hicieron en la casa la casa del siglo XIX de la calle Garibaldi entre Mitre y Alvear un Centro Cultural en vida del artista. La casa toma renombre porque en los meses de diciembre se montaba en el garaje, abierto al público, el pesebre realizado por Roverano. Las piezas estaban dispuestas de manera que las dimensiones de cada una determinaba las distancias y la perspectiva, la iluminación y el fondo musical de villancicos, que resonaban de un combinado RCA, que conmovía a los espectadores.
La casa es declarada Valor Patrimonial, Histórico Cultural por la Ordenanza Municipal 9930/04. Sus propietarios actuales han solicitado la demolición por el mal estado de conservación de la vivienda, los vecinos custodian la propiedad para evitar su destrucción y piden la conservación del lugar por su legado histórico a la comunidad.